# 陳恩德 (香港廚師)
陳恩德， 是首位獲得三個米其林指南的香港廚師，從青少年早期就開始到餐廳工作，他退休之後而龍景軒餐廳擔任主廚。

## 生平
年幼時母親過世，當時13至14歲的他開始在大三元餐廳工作。
由於他當時太年輕，不允許使用刀，在廚房的任務被限制在拔雞跟洗菜 。在香港1970年代，他成為一位廚師，在多家餐廳服務過 ，包括福臨門。1984年，他加入了一家香港洲際酒店餐廳，之後成為行政主廚，在那裡工作了15年。